# Altenmarkt (Cham)
Altenmarkt  ist ein Gemeindeteil der Stadt Cham im Landkreis Cham (Bayern).

## Geographie
Altenmarkt liegt an der Bundesstraße 85.

## Geschichte
Die Gemeinde Altenmarkt  entstand mit dem bayerischen Gemeindeedikt von 1818 und umfasste folgende Orte:
- Altenmarkt (Dorf)
- Haidhäuser (Dorf)
- Höfen (Dorf)
- Michelsdorf (Dorf)
- Scharlau (Dorf)
- Tasching (Dorf)

Im Rahmen der Gebietsreform in Bayern wurde zum 1. Januar 1972 die bis dahin selbstständige Gemeinde Altenmarkt in die Stadt Cham eingemeindet.

## Sehenswürdigkeiten
- Klostermühle Altenmarkt (Kulturzentrum)[2]